# حتمية اسمية
الحتمية الاسمية هي الفرضية القائلة بان الناس يميلون للانجذاب نحو مجالات عمل تناسب أسمائهم. استُخدم المصطلح للمرة الأولى في مجلة نيو ساينتست (New Scientist)عام 1994، عندما أشار عمود المجلة الساخر المخصص للتعليقات إلى عدة دراسات أجراها باحثون لهم كنيات مميزة ومناسبة لموضوع البحث. تضمنت هذه الدراسات كتابًا عن الاستكشافات القطبية كتبه دانييل سنومان ومقالة عن جرحة المسالك البولية كتبها الباحثان سبلات وويدون. أدت هذه الملاحظات وأمثلة أخرى إلى افتراضات رعناء أن هناك أثر سيكولوجي يؤثر على اختيار المهنة. ومنذ ظهور المصطلح، أصبحت الحتمية الاسمية موضوعًا متكررًا بصورة غير منتظمة في مجلة نيو ساينتست، إذ استمر القراء بإرسال الأمثلة عنها. تختلف الحتمية الاسمية عن المفهوم المرتبط «اسم على مسمى» بتركيزها على السببية، إذ يعنى مفهوم اسم على مسمى أن الاسم مناسب للشخص، دون قول أي شيء عن ماذا يناسب.
يعتبر عالم النفس كارل يونغ أول من اقترح فكرة انجذاب الناس إلى المهن التي تناسب أسمائهم، مستشهدًا بمثال سيجموند فرويد الذي درس المتعة، ويعني اسم عائلته (Frueud) باللغة الألمانية «الفرح». وقد أشارت بعض الدراسات التجريبية الحديثة إلى أن بعض المهن يمثلها بشكل غير متناسب أشخاص يحملون ألقابًا مناسبة لها (وأحيانًا أسماءٌ معينة)، على الرغم من الطعن في أساليب هذه الدراسات. تعد الأنانية الضمنية أحد التفسيرات للانتقاء المرشح، وتنص على أن البشر لديهم تفضيل غير واعي للأشياء التي يربطونها بأنفسهم.

## خلفية
قبل أن يتمكن البشر من الانجذاب نحو مجالات عمل تتطابق مع أسمائهم، أعطي الكثير من البشر أسماءً تنطبق على مجال عملهم. وتغيرت طريقة تسمية الناس بمرور الزمن. في العصور ما قبل الحضرية كان الناس يُعرفون باسم مفرد فقط؛ على سبيل المثال الاسم الأنجلو-ساكسوني بيورنهيرد. اختيرت الأسماء المفردة لمعناها أو أعطيت كألقاب. في إنجلترا، بعد الغزو النورماندي أضيفت الكنى، رغم وجود بعض الألقاب التي لم تكن متوارثة،  مثل إدموند أرونسايد. أنشِئت كنى لتناسب الشخص، في الغالب من الاسم المنسوب للأب (مثال، جون ابن ويليام أصبح جون ويليامسون) ومن التوصيفات المهنية (مثال جون كاربنتر) ومن الشخصية أو السمات (مثل جون لونغ) أو الموقع (مثال جون من أكتون أصبح جون أكتون). لم تكن الأسماء وراثية في البداية، فقط عند منتصف القرن الرابع عشر أصبحت متوارثة تدريجيًا. كانت الكنى المرتبطة بالتجارة أو الحِرف أول كنى تصبح متوارثة، إذ غالبًا ما استمرت الحرفة داخل العائلة لأجيال متلاحقة. تراجعت ملاءمة الأسماء المهنية بمرور الزمن، لأن التجار لم يحذوا حذو آبائهم دائمًا؛ وهناك مثال أولي من القرن الرابع عشر روجر كاربنتر بيبرر.
هناك وجه آخر للتسمية هو الأهمية المرتبطة بالمعنى الأوسع المتضمن في الاسم. في إنجلترا القرن السابع عشر، اعتُقد أن اختيار اسم لطفل يجب أن يجري بحذر. يجب أن يعيش الأطفال وفقًا للرسالة المتضمنة أو لمعنى أسمائهم. في عام 1652، جادل ويليام جينكن، وهو رجل دين إنجليزي، أن الأسماء الأولى يجب أن تكون «مثل الخيط المربوط حول الإصبع ليجعلنا واعين للمهمة التي أتينا إلى العالم لنقوم بها من أجل خالقنا». في عام 1623، في عصر ظهرت فيه الأسماء التطهيرية مثل فيث (إيمان) وفورتيتود (ثبات) وغريس (نعمة) لأول مرة، كتب المؤرخ الإنجليزي ويليام كامدن أن الأسماء يجب أن تُختار بدلالات خيّرة ورحمانية، إذ يمكن أن تُلهم حاملها لأفعال خيّرة. مع صعود الإمبراطورية البريطانية انتشر نظام التسمية الإنجليزي والكنى الإنجليزية في مناطق واسعة من العالم.
في بداية القرن العشرين، أصبح سميث وتايلور اسمين من أكثر الكنى الإنجليزية تكرارًا، كلا الاسمين أسماء مهن، رغم بقاء عدد قليل من الحدادين (للدلالة على سميث) والخياطين (للدلالة على تايلور). عندما يحدث توافق بين اسم ومهنة، يصبح الأمر مستحقًا للملاحظة. في إصدار عام 1888 لمجلة كينتيش نوت بوك ظهرت قائمة فيها «عدة حمّالين لهم اسم كارتر (دلالة على حامل العربية)، وصانع جوارب اسمه هوسيغود وبائع بالمزاد العلني اسمه سيلس (للدلالة على البيع) وتاجر أجواخ اسمه كاف. منذ ذلك الوقت، ظهرت مصطلحات مختلفة لمفهوم العلاقة اللصيقة بين الاسم والمهنة. يُعتقد أن مصطلح اسم على مسمى (aptronym) سُك في بدايات القرن العشرين على يد كاتب العمود الأمريكي فرانكلين ب. أدامز. سك عالم اللغويات الأمريكي فرانك نوسيل مصطلح اسم على مسمى لكن دون حرف r في الكتابة الإنجليزية (aptonym) عام 1992. هناك مصطلحات أخرى تدل على ذات المعنى. في النقد الأدبي يُدعى الاسم المناسب للشخصية اسم الشخصية المطابق (charactonym). من ضمن المؤلفين المعتبرين الذين استخدموا أسماء شخصيات مطابقة تشارلز ديكنز (مثل السيد غرادغريند مسؤول المدرسة الطاغي) وويليام شكسبير (مثل الطفلة المفقودة بيرديتا في حكاية الشتاء). يُستخدم اسم الشخصية المطابق أحيانًا للضحك مثلما حصل مع شخصية الرائد ميجور ميجور ميجور في رواية جوزيف هيلر كاتش-22، الذي سماه والده ميجور ميجور ميجور كدعابة ورُقي لاحقًا من قبل آلة آي بي إم إلى رتبة رائد (ميجور) بحس دعابة مطابق تقريبًا لحس الدعابة عند والده. على عكس الحتمية الاسمية، لا يقول مفهوم اسم على مسمى ومرادفاته أي شيء عن السببية أي لماذا أصبح الاسم مطابقًا.
بسبب الطبيعة الساخرة المحتملة لمفهوم اسم على مسمى جمعتها بعض الصحف. نقل كاتب العمود هيرب كاين في صحيفة سان فرانسيسكو كرونيكل بصورة غير منتظمة حول مساهمات القراء الثمينة، بما في ذلك الأستاذ البديل السيد فيلّين، معلم البيانو بيشنس سكيلز، والمتحدث باسم الفاتيكان الكاردينال رابسونغ الذي كان يعظ حول شرور موسيقى الروك. بصورة مماثلة، جمع بوب ليفي كاتب العمود في صحيفة واشنطن بوست قائمة أمثلة أرسلها قراء عموده؛ مستشار صناعة أطعمة اسمه فيث بوبكورن (بوبكورن تدل على كلمة فوشار)، ملازم اسمه سيرجينت (سيرجينت تدل على رتبة رقيب) ومحاسب ضرائب اسمه شيلبي غولدغراب (غولدغراب تدل على جامع الذهب). يوجد في صحيفة هولندية اسمها هيت بارول عمود غير منتظم بعنوان اسم على مسمى (في الأصل باللاتينية: Nomen est omen) مع أمثلة هولندية. نشر جامعو الأسماء المفردة كتبًا لمفهوم اسم على مسمى. دعا المختص بأصل الكلمات ر. م. رينيك لتأكيد أكبر على الأسماء المتطابقة الظاهرة في أعمدة الصحف والكتب. تُعد الأسماء المطابقة في العلوم والطب والقانون أكثر وثوقية إذ تميل لكونها مأخوذة من مصادر يسهل التحقق منها.

## البحث العلمي

### الإطار النظري
كان أول العلماء الذين ناقشوا هذا المفهوم هم علماء النفس الألمان في أوائل القرن العشرين،  وتحدث فيلهلم ستيكل عن «الالتزام بالاسم» في سياق السلوك القهري واختيار المهنة،  كما كتب كارل أبراهام أن القوة الحاسمة للأسماء قد تنتج بشكل جزئي عن وراثة سمة من أحد الاسلاف الذين حصلوا على اسم مناسب. واستدل الكثير على أن الأسر ذات الأسماء المناسبة قد تحاول بعد ذلك أن ترقى إلى مستوى أسمائها بطريقة أو بأخرى. أشار كارل يونغ في عام 1952 إلى عمل ستيكل في نظريته عن «التزامن حدث بدون علاقة سببية ذات مرتبطة بمغزى معين»:
«نجد أنفسنا في مأزق عندما يتعلق الأمر بالتفكير في الظاهرة التي يسميها ستيكل «إكراه الاسم»، وما يعنيه بهذا هو المصادفة الفادحة أحيانًا بين اسم الرجل وخصوصياته أو مهنته. على سبيل المثال... السيد فيست (ويعني اسمه باللغة الألمانية السمين) هو وزير الأغذية، والسيد روستاوشر (ويعني اسمه باللغة الألمانية تاجر الخيول) هو محام، والسيد كالبيرر (ويعني اسمه باللغة الألمانية البقرة الحامل) هو طبيب توليد. هل كل هذه الأسماء المطابقة للمهن صدفة؟ أو أنها الانتقاء المرشح التي يشير اليها ستيكل؟ أم أنها «صدف ذات مغزى معين»؟
سرد يونغ أمثلة صادمة على الفرضية بين علماء النفس– مضمنًا نفسه في تلك الامثلة: «السيد فرويد (الفرح) وموضوعه «أبطال مبدأ المتعة»، السيد أدلر (النسر) وموضوعه «إرادة السلطة»، السيد يونغ وموضوعه «فكرة الولادة من جديد»».
في عام 1975، دعى عالم النفس لورانس كاسلر إلى إجراء بحث تجريبي في الترددات النسبية للأسماء المناسبة للمهنة لتحديد إذا كانت تؤثر فعلًا على اختيار الفرد للمهنة أو إذا كان الأمر مجرد اختيارات محظوظة. واقترح كاسلر ثلاثة تفسيرات محتملة للانتقاء المرشح: الأولى هي صورة المرء الذاتية وتوقعاته الشخصية التي تتأثر باسمه؛ وأن يكون الشخص قد عانى من الأسباب. التفسير الثاني هو الاسم الذي يعمل كحافز اجتماعي، فيخلق توقعات لدى الآخرين لتعود بعدها إلى الفرد وتؤثر على اختياراته. التفسير الثالث والاخير يستعين بعلم الوراثة ليشرح انتقال سمات مناسبة لمهنة معينة عبر الأجيال مع اللقب المهني المناسب.
في عام 2002، اختبر الباحثون بيلهام وميرنبرغ وجونز التفسير الأول لكاسلر، بحجة أن الناس لديهم رغبة أساسية في الشعور بالرضا عن أنفسهم والتصرف وفقًا لرغبتهم. ومن شأن هذه الارتباطات الايجابية التلقائية أن تؤثر على المشاعر الذاتية المتعلقة بأي شيء تقريبًا. بالنظر إلى تأثير الملكية وحده، والذي ينص على أن الناس يحبون الأشياء أكثر إذا كانوا يملكونها، صاغ الباحثون النظرية التي أفادت بأن الناس يشعرون بالمودة تجاه الكائنات والمفاهيم التي ترتبط مع الذات، مثل اسماءهم،  وأطلقوا على هذه القوة اللاواعية الأنانية الضمنية. اقترح أوري سيمونسون أن الأنانية الضمنية تنطبق فقط على الحالات التي يكون فيها الناس غير مكترثين بالخيارات، وبالتالي لن تنطبق هذه النظرية على القرارات الرئيسية مثل الخيارات المهنية.